# Waiting on the World to Change
Waiting on the World to Change is een nummer van de Amerikaanse singer-songwriter John Mayer. Het nummer verscheen op zijn derde album, Continuum uit 2006. Op 11 juli van dat jaar werd het nummer uitgebracht als de eerste single van het album.

## Achtergrond
Waiting on the World to Change is geschreven door Mayer zelf en gaat over het gebrek aan actie tegen de problemen in de wereld. De verteller van het nummer wil iets ondernemen, maar is hier niet toe in staat. Hij benoemt vooral het gevoel van onmacht tegenover "het systeem" en tegenover fake news in de media. Desondanks hoopt hij dat zijn generatie beter zal omgaan met macht en dat zij dingen zullen veranderen. Mayer legde het nummer uit op de volgende manier: "Het vertelt, 'Nou ja, ik ga gewoon American Idol kijken omdat ik weet dat, als ik iets probeer te veranderen in positieve zin, of in betere zin zoals ik dat zie, niemand erop let of dat het geen effect heeft.' Veel mensen hebben dat gevoel." Mayer had nog nooit een politiek geladen nummer geschreven. Over zijn beslissing dit alsnog te doen, vertelde hij: "Je kunt oorlog niet ontwijken in je leven, je kunt de vrees voor terrorisme niet ontwijken, je kunt die dingen nu niet ontwijken, ze zijn onderdeel van het alledaagse leven. Op een of andere manier is het iets acceptabels geworden om over te praten, omdat het een soort 'white elephant' is."
Waiting on the World to Change behaalde de veertiende plaats in de Amerikaanse Billboard Hot 100. Ook werd het een nummer 1-hit in zowel de Adult Alternative Songs- als de Adult Contemporary-lijsten in het land. In andere landen werd het ook een hit; in Canada behaalde het de 27e positie en in Australië en Nieuw-Zeeland piekte het respectievelijk op de plaatsen 17 en 36. In Nederland haalde de single de Top 40 niet en bleef het steken op de vierde plaats in de Tipparade, maar het kwam wel tot positie 55 in de Single Top 100. Het nummer won in 2007 een Grammy Award in de categorie Best Male Pop Vocal Performance.
In de videoclip van Waiting on the World to Change, geregisseerd door Philip Andelman, is Mayer te zien terwijl hij langs de East River in New York loopt. Tussendoor spuiten anderen berichten op billboards die te maken hebben met de tekst van het nummer.

## Hitnoteringen

### Single Top 100
| Hitnotering: 16-09-2006 t/m 18-11-2006 | Hitnotering: 16-09-2006 t/m 18-11-2006 | Hitnotering: 16-09-2006 t/m 18-11-2006 | Hitnotering: 16-09-2006 t/m 18-11-2006 | Hitnotering: 16-09-2006 t/m 18-11-2006 | Hitnotering: 16-09-2006 t/m 18-11-2006 | Hitnotering: 16-09-2006 t/m 18-11-2006 | Hitnotering: 16-09-2006 t/m 18-11-2006 | Hitnotering: 16-09-2006 t/m 18-11-2006 | Hitnotering: 16-09-2006 t/m 18-11-2006 | Hitnotering: 16-09-2006 t/m 18-11-2006 | Hitnotering: 16-09-2006 t/m 18-11-2006 |
| Week                                   | 1                                      | 2                                      | 3                                      | 4                                      | 5                                      | 6                                      | 7                                      | 8                                      | 9                                      | 10                                     |                                        |
| -------------------------------------- | -------------------------------------- | -------------------------------------- | -------------------------------------- | -------------------------------------- | -------------------------------------- | -------------------------------------- | -------------------------------------- | -------------------------------------- | -------------------------------------- | -------------------------------------- | -------------------------------------- |
| Positie                                | 83                                     | 83                                     | 84                                     | 64                                     | 67                                     | 67                                     | 56                                     | 55                                     | 84                                     | 94                                     | uit                                    |

### NPO Radio 2 Top 2000
| Nummer met noteringen in de NPO Radio 2 Top 2000 | '09 | '10  | '11 | '12 | '13 | '14  | '15 | '16 | '17  | '18  | '19  | '20  | '21  | '22  | '23  | '24  |
| ------------------------------------------------ | --- | ---- | --- | --- | --- | ---- | --- | --- | ---- | ---- | ---- | ---- | ---- | ---- | ---- | ---- |
| Waiting on the World to Change                   | 871 | 1198 | 539 | 824 | 564 | 1082 | 482 | 978 | 1103 | 1248 | 1407 | 1410 | 1519 | 1885 | 1930 | 1919 |

1. ↑  Een vetgedrukt getal geeft de hoogste notering aan.
2. ↑  2009 was het eerste jaar met een notering voor dit nummer.